# 對江澤民的評價

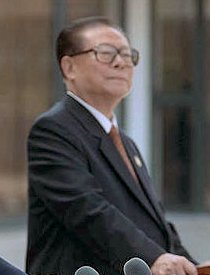
前中共中央总书记江泽民

對江澤民的評價是關於在1989年至2002年期間出任中國共產黨中央委員會總書記江澤民的評價。1989年六四天安门事件後江澤民在中共十三届四中全会上接任黨總書記一職，並成為第三代最高領導人，至2002年中共十六大後退休，由胡錦濤接任，但他仍然留任了兩年中共中央軍委主席。

## 官方评价
|                                | 江泽民同志是我党我军我国各族人民公认的享有崇高威望的卓越领导人，伟大的马克思主义者，伟大的无产阶级革命家、政治家、军事家、外交家，久经考验的共产主义战士，中国特色社会主义伟大事业的杰出领导者，党的第三代中央领导集体的核心，“三个代表”重要思想的主要创立者。 |
| ——《告全党全军全国各族人民书》 | |

|                                                        | 党的十三届四中全会以后，以江泽民同志为主要代表的中国共产党人，团结带领全党全国各族人民，坚持党的基本理论、基本路线，加深了对什么是社会主义、怎样建设社会主义和建设什么样的党、怎样建设党的认识，形成了“三个代表”重要思想，在国内外形势十分复杂、世界社会主义出现严重曲折的严峻考验面前捍卫了中国特色社会主义，确立了社会主义市场经济体制的改革目标和基本框架，确立了社会主义初级阶段公有制为主体、多种所有制经济共同发展的基本经济制度和按劳分配为主体、多种分配方式并存的分配制度，开创全面改革开放新局面，推进党的建设新的伟大工程，成功把中国特色社会主义推向二十一世纪。 |
| ——《中共中央关于党的百年奋斗重大成就和历史经验的决议》 | |

## 正面評價
曾在中国经商的美国商人罗伯特·劳伦斯·库恩在其撰写的《他改变了中国：江泽民传》中称江泽民主政中国期间，中国经济得到较大发展，人民的生活水平较大的提高，贫困和文盲的比例在其任内也大幅降低，且在国际事务中，中国也受到了尊重，中国人在国际上的自信心也得到了提高。中国加入WTO的进程取得了很大的突破，与美国达成关于中国入世的双边贸易协定，该项协定被认为是江泽民“大国战略”的成功。但作家叶永烈披露江泽民办公室出于对外宣传的需要，与库恩谋划下以非官方名义写作并推出《江泽民传》。
2011年出版的书籍《江泽民在上海1985—1989》中概括：“江泽民任上海主要领导的４年在上海改革开放历史进程中具有转折意义。在此期间，上海的困境得到一定突破，上海的建设取得实质性发展，浦东开发开放处于筹备阶段，上海的精神文明建设和社会建设等也取得了进步。”
美国前总统比尔·克林顿曾在其回忆录里评价江泽民：“与他相处越久越对他有好感。”
江泽民还被认为是中国领导人中较为多才多艺的一个，其通晓英语、日语、法语、俄语和罗马尼亚语等多门外语，另外江泽民在笛子、书法等领域也颇具才艺。
BBC中文网称，他（江泽民）推动中美关系走出六四事件后的低潮，带领中国加入世界贸易组织，深化市场改革，开启了“中国速度”的经济腾飞，见证了香港与澳门的主权自西方国家移交至中共政府。
美国有线电视新闻网称，江泽民任内，中国经受住了亚洲金融危机、经历香港和澳门的回归、加入世界贸易组织、赢得2008年北京奥运会主办权。
韩国《先驱经济报》报道说，江泽民是韩中友好合作的象征。1995年11月他作为中国国家主席首次访韩，开启了韩中关系新的里程碑。当时江泽民在韩国国会发表演讲，这是中国国家元首首次在外国国会进行演讲。报道还称，江泽民同志在任期间，韩中关系以经济交流为中心迅速发展，直至2004年中国成为韩国的最大贸易国。
越南领导层表示，江泽民与越南共同确立“长期稳定、面向未来、睦邻友好、全面合作”十六字方针为中越的关系的发展指明了方向。
尼泊尔总统班达里表示，江泽民主席是一位卓越的领导人和富有远见卓识的政治家，为提升中国国际地位发挥了重要作用。
德国总统施泰因迈尔表示，江泽民主席在任内给中国带来了深刻影响。他任内为推动德中关系发展作出的巨大努力。
柬埔寨首相洪森表示，江泽民主席是中国杰出的政治家，他的卓越领导不仅激励了中国人民，也赢得了国际社会的尊敬。
吉尔吉斯斯坦总统扎帕罗夫表示，江泽民为中国国家建设和吉中关系发展作出的历史性贡献。
土库曼斯坦总统谢·别尔德穆哈梅多夫表示，江泽民推动了中国国家经济社会发展取得巨大成就，极大提升了中国国际声望。
尼日利亚总统布哈里表示，江泽民领导中国推进改革开放，走上经济发展道路，他在经济领域的领导成就影响深远。
肯尼亚总统鲁托表示，江泽民致力于巩固经济繁荣基础，捍卫世界和平。
吉布提总统盖莱表示，江泽民主席的务实品质、创新精神、卓越才能和高瞻远瞩将铭刻在全世界记忆中。

## 争议

### 为人品行
1998年6月《北京之春》杂志刊登“原八九戒严部队部分官兵致江泽民的公开信”，信中称江泽民是六四天安门事件的最大受益者，江在中国的统治权力是建立在六四死难者的血和肉的基础之上的，并利用六四受难者的尸骨提拔将领，拉拢军心，信中称江泽民是千古罪人。前北京市委书记李锡铭称江泽民是一个大政治骗子、投机分子。
2004年《自由亚洲电台》在评论专栏发表题为《江泽民的“洪福”与中国的不幸》一文，文章称年轻时的江泽民一定没想到自己要去“君临天下”，相较于同龄人，江泽民是最没有血气，最没出息的一类，当成千上万的青年抗日时，江泽民却选择进入日本汪伪中央大学。几十年后，历史竟与中国开起了玩笑，中共大佬们竟然把曾经投身抗日的赵紫阳软禁起来，而把投靠日伪政权的江泽民指定为中共的最高权力人。更讽刺的是，江泽民接受这个位子并非因为他有任何的政治抱负，而是因为他不敢抗命。江泽民后来稳坐江山，过足了权力瘾，江泽民“洪福”之大恐怕连他本人也会感到不可思议。他一无军功，二无政绩，更没有令人称道的品行，最要命的是，江泽民的行为举止荒唐，不成体统。江泽民极大地得益于中国高速增长的经济。如果没有邓小平南巡，阻断江泽民对早期改革开放的清算，江完全有可能落得类似路易十六的下场。那些把江泽民推上大位的人彻底背叛了为中国革命牺牲的无数志士。
评论称江泽民作为一个汉奸家庭出身的纨绔子弟竟能混入中共队伍，并且一路招摇撞骗成为中共头号人物，这的确是中国几千年历史上空前绝后的一个奇迹。更离奇的是这个爱出风头、好卖弄、贪虚荣的人坐享赵紫阳、万里、习仲勋等人的经济改革成果，居然在中共头号交椅上过了15年的太平日子，而且一人得道鸡犬升天，利用职权提拔包括自己儿子在内的三亲六故。这一切可称之为“江泽民现象”，这种现象对无形的民族精神、社会道德基础、国家的凝聚力造成的损害是不可估量无法弥补的。
學者吳祚來称江澤民的形象在民意中早已沦为笑柄，江泽民企图把党的江山打造成江家派系的江山，这种危如纍石的政治遊戲随着周永康、郭伯雄、徐才厚等贪官的落马而层层倒塌，虽然江泽民的政治已经破产，但他通過三個代表理論將權貴做成一體的權貴資本主義體制成为习近平需要面对的问题。新加坡国立大学李光耀公共政策学院教授黄靖称江泽民处于权贵利益集团网路的中央，是权贵利益集团的「总司令」。有研究者以大跃进、文化大革命和六四天安门事件等历史事实为依据，以认识上的局限性和政党本身可能异化为判断，认为江泽民的三个代表思想是一种谬论。民间有讽刺“三个代表”的顺口溜：毛泽东代表工农乞丐，邓小平代表地富反坏，江泽民代表贪污腐败。
旅美学者何清涟称江泽民发明了“政治问题非政治化处理”的国家诬陷方式，用来打击民间异议人士，由于这招过于阴毒，官方从不敢公开承认。这是中共政府黑社会化的关键一步，使中共不可避免地堕落成一个流氓政权。作家魏巍因反对江泽民允许资本家入党，人身自由遭限制，被強迫入院“檢查身體”，他的作品《谁是最可爱的人？》也被排除于中学课本之外。
历史学家冯崇义在《中國憲政轉型》一书中称胡耀邦、趙紫陽是有遠大政治抱負的政治家，李鵬和江澤民则是胸無大志、渾渾噩噩的利祿之徒。
文革史论家刘国凯称把赵紫阳与江泽民相比较就好比白玉被泼以污水，砾石被冠以花环。世事颠倒莫过如此。这类悲剧在中国历史上并不少见，赵紫阳的遭遇对应于比干剖心、屈原放逐、岳飞遭缢、史可法被贬；江泽民的上位则对应于靳尚富贵、秦桧得势、严嵩当道、马士英弄权。中华民族真的是被某种痼疾缠身以致悲剧连绵。
中共党史专家李锐用了一首诗评价江泽民：“谚云得意便忘形，弹唱吹拉从不停。可怕话痨难治也，惯于作秀显高明”，该诗收录于《龙胆紫集》。在《李锐口述往事》一书中李锐评价江泽民是一个心胸狭窄之人。直到赵紫阳逝世，也没解除对其软禁。

### 生活豪奢
北美《世界日报》引述消息称江澤民下台後生活豪奢，在上海等地建造高级豪華行宫。除北京的釣魚台國賓館、玉泉山中央軍委招待所5號樓外，上海政府為退位后的江澤民在上海興建的養老豪宅被列為高度保密的「上海一號工程」，而且還在浦東地區為其建造其他別墅。除此之外，江澤民经常光顧的行宮還有上海西郊賓館、上海大公館、蘇州太湖賓館等。另有資料披露，江的兒子江綿恆任中科院上海分院院長期間，在閔行區圈地近萬畝建造航天城，江澤民有一行宮就建在航天城裡面，奢華至極，面積超過毛澤東當年在上海的行宮——上海西郊賓館。這些豪宅和别墅行宫成為江澤民在上海的地下中南海。
薄熙来案中关于侵占500万元人民币公款的指控也被指与江泽民有关，《美国之音》称《南华早报》报道这笔钱本来是为了支付在大连市为江泽民修建别墅的费用。YouTuber博主陈破空推测薄熙来当年为了讨好江泽民，主动提出为江泽民在大连兴建别墅。江泽民为了回报薄熙来，将中央拨款变作对薄熙来的个人奖赏，授意薄熙来自己留下。这样，中国就损失了两个500万，第一个500万由大连市出资，为江泽民修建别墅，成为江泽民的私产；第二个500万从中央政府拨出，落入薄熙来的口袋。国家公款经由江泽民私相授受，化于无形。说薄熙来贪污，其实江泽民贪污在先。

### “卖国”争议
《苹果日报》宣称，江泽民不认生父为父，认早就过世的六叔为父，自称是江上青养子，江上青的遗孀不拒绝这个继子，但英年早逝的江上青不知此事。历史学者吕加平称，江泽慧于2003年曾表示，江泽民没有过继给她父亲江上青做养子，过继之事是江泽民自己所说；吕加平表示，江泽民的生父江世俊被视为汉奸，共产党讲究出身，江泽民为摆脱不光彩家世，为了升迁，自称是烈士江上青的养子；吕加平还称，江泽民是苏俄奸细、假中共地下党员和假“烈士”子弟，简称“二奸二假”。
历史学者司马璐在其回忆录中提出江泽民曾于1942年参加青年军208师，驻江西黎川，作为中共在抗战时期的地下工作的一部分。江泽慧于2009年9月撰文纪念江上青牺牲七十周年，文章内容与吕加平“过继之事是江泽民自己所说”的说法相左。《江泽民传》作者杨中美曾于2004年撰文说自己不知道吕加平的说法。
吕加平还称，江泽民在1990年代访问俄罗斯时，俄罗斯总统叶利钦专门把女间谍克拉娃请出来与江泽民单独见面重叙旧情。而江泽民承认俄罗斯侵占的344万平方公里的中国东北领土。江泽民和俄罗斯总统叶利钦签订的《关於中俄国界线东西两段的叙述议定书》，由于国内信息封锁，普通民众很少了解，但被批評為出賣國土。
普林斯顿中国学社发行的刊物《纵览中国》刊文指出青年时期的江泽民接受的是汉奸教育，并对《他改变了中国——江泽民传》一书的内容真实性提出多项质疑，文章称伪中央大学是日本当时在中国大陆推行皇民化教育最為严密的学校，江泽民怎样经过挑选进入这所顶级汉奸学校的，如果江泽民真的那么“爱国”又是怎样能在该校学习3年却没有被开除且一直呆到学校解散，该校校歌中有“干戈永戢，弦诵是崇”，“永遠放下武器，共頌皇道乐土”之类的歌词，文章称作为曾经的国家元首，江泽民应该对自己曾经接受的这段教育向全国人民作出交待。

### 治国遗祸
2002年《争鸣》杂志刊登《江泽民上台十三年干了什么？》的专题评论文章，文章称江泽民上台初期对改革开放起到破坏性作用，江泽民当时与极左势力同流合污。十四大后江泽民个人权力欲不断膨胀、个人崇拜妖风刮起，在军队系统大搞顺江者昌，逆江者亡，清洗杨尚昆势力。在党政系统大肆发展上海帮，将上海大批党羽安插在中央和地方的要害部门，并以反贪之名，打击整肃政敌。同时党政腐败病入膏肓，有权就有真理，整个社会充满暴戾之气。江泽民又因为考虑到自己的既得利益，所以在政治改革上交了白卷。江泽民的“三个代表”不仅在理论上是空的，是吹大的，在事实上也是假的，江泽民十三年的执政特色就是假、大、空。
評論指出江泽民以腐败治国，中共在江泽民掌权后出现腐败泛滥现象。江泽民以纵容中共官员们贪腐来换取他们政治上的支持。香港《东方日报》载，時有民謠：「毛澤東的幹部兩袖清風，華國鋒的幹部無影無蹤，鄧小平的幹部百萬富翁，江澤民的幹部國庫掏空。」亦有評論指江泽民当政后，其家族依靠江泽民权力进行敛财，开启了现代太子党大规模经商敛财的先河，他们所形成的權貴利益集團綁架了中國的經濟。政治评论家李伟东（网名：冬眠熊）指出江泽民执政13年，又当太上皇干政10年，这23年正是中国权贵资本发生和鼎盛时期，而且官员按派系和地缘关系几乎全部黑帮化，贪腐之巨、窝案之多达到旷古未有之程度，使中国变成世界上贪腐最严重的国家。
在水利政策上，由江泽民主持制定并上马的三峡工程被水利专家黄万里称为祸国殃民的工程。因工程造成的各种地质灾害和生态破坏，使得中国政府对三峡工程的资金投入成为无底洞。
中國旅美學者陈破空（又名陈劲松）称江泽民全面復辟了黨大於法和黨政不分的老路，在「黨領導一切」的老規矩下，百姓受到更為苛酷的迫害与鉗制。将幾近窒息的中华民族引誘到聲色犬馬、物慾橫流的深淵，民族精神集體墮落，整體沉淪。江泽民执政留下的是一个空前腐败、社会贫富悬殊的烂摊子，江泽民奉行“出卖和收买”的政策，出卖广大农民，收买城市居民；剥削农村，发展城市；牺牲农业，填补工业。变“工农联盟”为“官商联盟”，造成社会严重对立。习近平掌握最高权力后，陈破空又称“北京与上海，隐隐拉锯为两大权力中心，前者是以习近平为首的政权，具有正统性与合法性，后者是以江泽民为核心的旧势力，盘踞的‘上海帮’，阴魂不散的老人政治”。
香港报章《南華早報》2015年3月援引軍方消息稱，因涉嫌严重贪腐被调查的中共中央军委前副主席徐才厚是中共前總書記江澤民卸任後繼續施展決策影響的代理人，架空時任軍委主席胡錦濤。2004年9月中共十六届四中全会上江泽民卸任中共中央军委主席，由时任中共中央总书记胡锦涛接任，徐才厚也晋升军委副主席，成为当时中共军方党务的最高负责人。2015年3月21日，香港《太阳报》发表评论文章称江泽民饲养大老虎，胡锦涛任内，軍隊的主要事宜由江澤民一手提拔的中央軍委副主席和將領暗中掌控，在中共第五代反腐中被拿下的大批貪腐官員，包括軍中貪虎，江泽民罪責難逃。周永康、郭伯雄和徐才厚都是江泽民一手提拔的親信，是大貪官的飼養者，中国全黨全軍全國人民要求追究江澤民的責任。
香港媒体引述“軍方將領給中央領導人的公開信”，信中称“十多年來軍隊風氣之敗壞、貪腐之嚴重，是解放軍建軍以來沒有的，是誰提拔郭、徐兩人，讓他們互相勾結、狼狽為奸，造成軍隊腐敗之風盛行”。信中将矛頭直指提拔郭伯雄和徐才厚的江澤民。
在對外經濟政策上，《黄花岗杂志》刊文指出江澤民不加甄别的招商引資政策破壞了民族工業，使得鄧小平投巨資引進國外先进技術发展中的民族工業企業被外來企业擠垮、吞並，將中國變成了殖民地經濟特徵的「世界加工廠」，是變相的資源、能源、水資源、勞動力的廉價出口，與歷史上帝國主義發動的戰爭掠奪沒有實質性的區別。世界各地的资本家在江澤民極大優惠條件下無條件地涌入中國。通過世界加工廠掙來的出口外匯使中共官僚獲益，但禍害了人民、危害了國家、犧牲了環境。江澤民時期採取的出口免增值稅加出口補助等措施鼓勵出口創外匯的政策，還被指責在實質上是國家資源、能源、水資源和廉價勞動力變成廉價商品的出口，以龐大的出口數量，造成進出口的不平衡而産生外匯結餘，通過轉入外匯管理局成為中共政權的外匯儲備。而他們又印刷大於美元等值數量的人民幣發給出口企業，投放市場，造成人民幣大貶值，哄抬市場物價，造成党富民窮、人民遭殃。然而，2020年起在中国大陆网络上出现的批判邓小平的话语体系“稻学”认为邓才是上述问题的“始作俑者”。
学者何清涟说朝鲜核武器是江泽民时期帮助发展的，中朝边境早就成了核废料堆积场。养狼的结果最后是咬喂食者的手，这些难堪与后果是北京无论如何也不能对外公开承认的。

### 活摘法轮功学员器官
據奧地利國家新聞社（APA）、奧地利《標準報》报道，江澤民和周永康、薄熙来共同參與主導了活體摘取法輪功及良心犯器官移植的系統運作與利益。

### 江泽民主义的提出
2005年加拿大路德教会传教士任不寐在他的著作《江澤民和他的15年》一书中提出“江泽民主义”一词，书中质疑中国人怎么能容忍江澤民這樣的人統治中国，而且統治时间又如此之久。江澤民知道自己的權力缺乏合法性，所以依靠镇压和收买的手段来鞏固自己的權力。唯怯懦者最殘暴，江澤民時代赤膊上陣的暴力鎮壓体现其残暴的特点。江澤民政權借經濟改革之名，讓权贵集團瓜分國家和人民的财产，从而形成了一個龐大的既得利益集團和共同犯罪集團，以此让整个集团支持自己。具体地说，江泽民主义表现出不择手段的政治文化，并具有拉帮结派的黑社会特征。江泽民通過意識形態的管制和灌輸，把1980年代胡赵时期的啟蒙思潮徹底從社会上清理出去，使義和團精神和毛左思潮复苏。对于美國人庫恩的《江澤民傳》一书，江澤民發動了整个中国的官方媒體為该书做促銷，整個國家被江泽民劫持，做他的市場。一個以恥為榮的江泽民政权對整个社會产生巨大的负面效應，造成整個社會道德敗坏。作者称反对“江泽民主义”，需要重塑整个民族精神，从自身反省开始，最大程度切断“江泽民主义”的生存土壤，否则老的江泽民死去，新的江泽民又会出现，进入恶性循环。
江泽民腐败治国，自习近平反腐败以来，那些老虎基本都是江泽民派系的人，那些高官也都是他提拔的，比如曾庆红、周永康、郭伯雄、徐才厚等。新浪全球新闻里说中共党史专家评价江时代是中共最腐败的时期。

## 关联条目
- 江泽民
- 膜蛤文化
- 对毛泽东的评价、對周恩來的評價、对胡锦涛的争议、对温家宝的争议、对习近平的争议